# Carlos Mozer
José Carlos Nepomuceno Mozer oder einfach nur Carlos Mozer (* 19. September 1960 in Rio de Janeiro) ist ein ehemaliger brasilianischer Fußballspieler und aktueller -trainer.

## Spielerkarriere

### Verein
Mozer begann seine Profikarriere 1980 im Heimatort beim brasilianischen Traditionsklub Flamengo Rio de Janeiro. Dort konnte er schon früh in seiner Karriere Titel gewinnen. 1981 und 1986 wurde der Wettbewerb um die Staatsmeisterschaft von Rio de Janeiro gewonnen, 1982 und 1983 die brasilianische Meisterschaft. Zum größten Erfolg sollten aber die beiden internationalen Titel, die Copa Libertadores und der Weltpokal, im Jahr 1981 werden. Das Finalspiel um die Copa Libertadores gegen den chilenischen Vertreter CD Cobreloa musste damals in drei Partien entschieden werden. Nachdem das Hinspiel 2:1 zu Gunsten von Flamengo ausging, wurde das Rückspiel 0:1 verloren. Da es damals im südamerikanischen Fußball noch keine Auswärtstorregel gab, wurde der Wettbewerb in einem Entscheidungsspiel am 23. November 1981 im Estadio Centenario ausgespielt. Mozer behielt mit seinem Team mit 2:0 die Oberhand und der Titel wurde zum ersten und bisher einzigen Mal von den Rot-Schwarzen gewonnen.
Alle Flamengo-Tore, sowohl die im Hin- und im Entscheidungsspiel, wurden von Zico erzielt. In der letzten Partie bildete Mozer zusammen mit Marinho das Innenverteidiger-Duo des Gewinners. In der Begegnung am 23. Dezember 1981 um den Weltpokal mit dem europäischen Vertreter FC Liverpool, setzte sich der Verein Mozers mit 3:0 durch. Auch hier spielte er die vollen 90 Minuten. Durch gute Leistungen auch in den Folgejahren, geriet Mozer in das Sichtfeld europäischer Teams. Im Alter von 26 Jahren wechselte er schließlich nach sieben Jahren bei seinem Stammverein nach Europa, wo er bei Benfica Lissabon unterschrieb. Auf Anhieb wurde der Defensivspieler auch hier Stammkraft. Mit seinem neuen Klub nahm der Abwehrspieler am Europapokal der Landesmeister 1987/88 teil, wo man über die Mannschaften FK Partizani Tirana, Aarhus GF, RSC Anderlecht und Steaua Bukarest das Finale gegen die PSV Eindhoven erreichte.
In der Partie am 25. Mai 1988, im Stuttgarter Neckarstadion, musste sich Mozer dann mit seinem Team 5:6 nach Elfmeterschießen schlagen lassen. Nachdem er noch zum 5:5 traf und auch Gegenspieler Anton Janssen Benfica-Torhüter Silvino Louro überwand, verschoss Mozers Teammitglied António Veloso den entscheidenden Elfmeter. Bereits in seinem zweiten Jahr in Portugal, gewann Benfica die SuperLiga. Zusammen mit dem vor der Saison gekommenen Landsmann Ricardo Gomes, bildete Mozer ein nur schwer zu überwindendes Verteidiger-Duo. Zudem erreichte die Mannschaft das Finale um den Taça de Portugal, scheiterte aber an Belenenses Lissabon mit 1:2.
1989 wechselte Mozer nach Frankreich zu Olympique Marseille. In den folgenden drei Spielzeiten dominierte man die Ligue 1 und sicherte sich den Meistertitel dreimal in Folge. Mit Marseille erreichte der Innenverteidiger zum zweiten Mal nach 1988 das Finale des Europapokals. Der Gegner war dieses Mal Roter Stern Belgrad. Wieder ging es ins Elfmeterschießen und erneut scheiterte Mozers Mannschaft. Zwar konnte er zum zwischenzeitlichen 3:4 verkürzen, doch Manuel Amoros verschoss bereits als erster Marseiller Schütze und die Belgrader verwandelten alle ihre Elfmeter. Nach einem weiteren Jahr verließ er die Franzosen und wechselte wieder nach Portugal, zu seinem alten Arbeitgeber Benfica. Wieder erkämpfte er sich sofort den Stammplatz im Abwehrzentrum und war eine große Stütze beim Ligagewinn 1994. Bereits im Vorjahr holte das Team den Taça de Portugal. Nach drei Jahren entschied er sich zu einem letzten Transfer und ging 1995 zu den Kashima Antlers nach Japan, wo er seine Karriere beenden sollte. Zum Abschluss gewann er mit dem Team erstmals in der Vereinsgeschichte die J. League 1996.

### Nationalmannschaft
Mozer gab sein Debüt in der brasilianischen Nationalmannschaft 1983 und nahm im selben Jahr an der Copa América teil, wo Brasilien Vize-Meister wurde. Wegen einer Verletzung verpasste er die Weltmeisterschaft 1986 in Mexiko. Vier Jahre später wurde er dann aber von Trainer Sebastião Lazaroni in das Aufgebot für die Fußball-Weltmeisterschaft 1990 in Italien berufen. Dort kam er zu zwei Einsätzen in der Vorrunde. Nach zwei gelben Karten war Mozer für das dritte Vorrundenspiel gesperrt. Bei der Achtelfinalniederlage gegen Argentinien kam Mozer nicht zum Einsatz.

## Nach der aktiven Karriere
Nach seiner Karriere als Profifußballer arbeitete Mozer als Kommentator für das Sportfernsehen in Portugal.

## Trainerkarriere
Zehn Jahre nach seiner aktiven Laufbahn, stieg der ehemalige Verteidiger ins Trainergeschäft ein. Am 24. Oktober 2006 wurde bekannt, dass er den Chefposten beim angolanischen Klub Inter Luanda übernimmt. Dort unterzeichnete Mozer einen Zwei-Jahres-Vertrag. 2007 gewann er mit Inter dann den ersten Meistertitel, die Girabola. Im April 2008, nach einer Niederlage in der CAF Champions League gegen Zamalek SC aus Ägypten, wurde er von dem Verein entlassen. Zuvor konnte er aber noch dem angolanischen Supercup gewinnen. Am 6. Juli 2009 übernahm er dann das Traineramt bei Raja Casablanca aus Marokko. Nach einem Jahr wurde er von Henri Michel ersetzt. Danach war er für jeweils nur wenige Monate Cheftrainer bei Naval 1º de Maio (01/11–06/11) und Portimonense SC (11/11–01/12).

## Erfolge

### Als Spieler
Flamengo
- Staatsmeisterschaft von Rio de Janeiro: 1981, 1986
- Campeonato Brasileiro de Futebol: 1982, 1983
- Copa Libertadores: 1981
- Weltpokal: 1981

Benfica
- Portugiesischer Meister: 1988, 1994
- Taça de Portugal: 1993

Olympique
- Französischer Meister: 1989, 1990, 1991

Kashima
- Japanischer Meister: 1996

Nationalmannschaft
- Vize-Meister bei der Copa América 1983

### Als Trainer
Inter Luanda
- Angolanischer Meister: 2007
- Angolanischer Supercup: 2008